# معلم عدالت
معلم عدالت (به عبری: מורה הצדק Moreh ha-Tzedek)؛ جوسر بن جوسر، رهبر مذهبی یا شخصی است که در برخی از طومارهای دریای مرده در قمران یافت می‌شود که برجسته‌ترین آن در سند دمشق است. این سند به اختصار از خاستگاه این فرقه، احتمالاً اسنی‌ها، ۳۹۰ سال پس از سلطنت نبوکدنصر دوم و پس از ۲۰ سال گشتن در تاریکی به دنبال راه، صحبت می‌کند. «خداوند… معلم صالحی برای آنان برانگیخت تا آنان را در راه دل خود راهنمایی کند».